# Kellner-Béchereau E.60
Le Kellner-Béchereau E.60 était un projet d'avion militaire de la Seconde Guerre mondiale réalisé en France par la société Kellner-Béchereau. Il était destiné à servir comme avion de reconnaissance embarqué dans la Marine nationale française, mais le déclenchement de la Seconde Guerre mondiale empêcha son développement. Il fut le dernier projet de la société Kellner-Béchereau, qui disparut en 1942.